# Distichophyllum osterwaldii
Distichophyllum osterwaldii är en bladmossart som beskrevs av Fleischer 1908. Distichophyllum osterwaldii ingår i släktet Distichophyllum och familjen Hookeriaceae. Inga underarter finns listade i Catalogue of Life.